# Sault-Saint-Remy
Sault-Saint-Remy är en kommun i departementet Ardennes i regionen Grand Est (tidigare regionen Champagne-Ardenne) i nordöstra Frankrike. Kommunen ligger  i kantonen Asfeld som ligger i arrondissementet Rethel. År 2022 hade Sault-Saint-Remy 208 invånare.

## Befolkningsutveckling
Antalet invånare i kommunen Sault-Saint-Remy
Referens: INSEE